# 倚天屠龍記之九陽神功
《倚天屠龍記之九陽神功》是2022年香港武侠片，王晶和姜國民聯合執導，王晶編劇，由古天樂、甄子丹、林峯、文詠珊、雲千千、邱意濃、徐錦江及方中信主演。
上部（本片）和下部《倚天屠龍記之聖火雄風》於2022年1月31日及2022年2月3日在中國大陸網路騰訊、愛奇藝以及優酷等平台播出。2022年大年初一在新加坡和馬來西亞影院上映。

## 劇情
張翠山與殷素素帶著15歲的張無忌从冰火岛回归中原武林，为保义兄谢逊而被六大门派逼死，其子张无忌身中玄冥神掌危在旦夕。后机缘巧合下张无忌练得“九阳神功”并驱去寒毒，为报义父金毛狮王谢逊与父母之仇，张无忌回到中原，与蒙古郡主赵敏、青梅竹马周芷若以及明教圣女小昭等人相遇，最终在光明顶阻止了一场武林浩劫，并成为了明教教主。

## 演員
| 演員           | 角色                                         |
| -------------- | -------------------------------------------- |
| 古天樂         | 張翠山                                       |
| 甄子丹         | 張三丰                                       |
| 林秋楠（15歲） | 張無忌                                       |
| 林 峯          | 張無忌                                       |
| 文詠珊         | 趙 敏                                        |
| 云千千         | 小 昭                                        |
| 邱意濃         | 周芷若                                       |
| 徐錦江         | 明教「金毛獅王」謝遜                         |
| 方中信         | 明教「光明左使」楊逍                         |
| 樊少皇         | 阿狗/玉面劍神南宮野 （原作對應人物為方東白） |
| 熊欣欣         | 阿貓 （原作對應人物為阿三）                  |
| 陳紫函         | 明教「紫衫龍王」黛綺絲 （即後來的金花婆婆）  |
| 朱晨麗         | 殷素素                                       |
| 黃栢文         | 宋遠橋                                       |
| 耿長軍         | 俞蓮舟                                       |
| 黃竣鋒         | 俞岱巖                                       |
| 徐偉棟         | 張松溪                                       |
| 何浩文         | 殷梨亭                                       |
| 洪卓立         | 莫聲谷                                       |
| 劉浩龍         | 宋青書                                       |
| 郭政鴻         | 明教「光明右使」范遙 （即後來的苦頭陀）      |
| 駱應鈞         | 明教「白眉鷹王」殷天正                       |
| 黃浩然         | 明教「青翼蝠王」韋一笑                       |
| 梁 琤          | 滅絕師太                                     |
| 張 璇          | 丁敏君                                       |
| 釋彥能         | 成 崑（即圓真）                              |
| 丁一森         | 玄冥二老之鹿杖客                             |
| 喻 亢          | 玄冥二老之鶴筆翁                             |
| 田啟文         | 華山大老                                     |
| 林子聰         | 華山二老                                     |
| 火 星          | 空聞大師                                     |
| 李 嘉          | 空性大師                                     |
| 楊梓菁         | 周芷若母                                     |

## 制作
2017年王晶公开表示，续集的框架和构思已经完成，有机会将考虑搬上大螢幕。2019年12月21日，王晶在微博宣布：“我要拍新的倚天屠龙记电影了。张无忌终于去大都找赵敏了。”同时还放出一张电影海报，相隔27年開拍新作。

## 發行
《倚天屠龍記》分為兩部曲在中国网络上架。除夕上線的上部《倚天屠龍記之九陽神功》突破騰訊視頻春節檔PVOD（Premium Video on Demand）影片單日播放量峰值；2月1日（初一）在大马上映，截至2月3日为止，票房大约150万令吉，在众多的中文贺岁电影里暂居第一。

## 反應
由於電影改採用網路播映，且本電影大量修改小說劇情，還大量使用整形面孔，與演員古裝妝容顯得格格不入，多數演員的演技十分遜色，導致整部電影尷尬感十足，網友普遍評價負面。在中国影评网站豆瓣上开分仅为3.5分（满分10分）。

## 電影歌曲
| 曲別   | 歌名         | 作曲   | 填詞   | 編曲 | 監製 | 主唱         |
| ------ | ------------ | ------ | ------ | ---- | ---- | ------------ |
| 片尾曲 | 《一廂情願》 | 陳詠桐 | 陳詠桐 | 何丙 | 何丙 | 林峯、陳詠桐 |

## 外部連結
- 香港影庫上《倚天屠龍記之九陽神功》的資料（繁體中文）
- 豆瓣电影上《倚天屠龍記之九陽神功》的資料 （简体中文）
- 时光网上《倚天屠龍記之九陽神功》的資料（简体中文）
- 互联网电影数据库（IMDb）上《倚天屠龍記之九陽神功》的资料（英文）